# La corrupción de un ángel
La corrupción de un ángel (天人五衰; Tennin Gosui) es una novela del escritor Yukio Mishima. Se trata de la cuarta y última obra de la tetralogía El mar de la fertilidad completada por las novelas Nieve de primavera, Caballos desbocados y El templo del alba. 
Destaca por haber sido finalizada y enviada a su editor la mañana del 25 de noviembre de 1970 pocas horas antes de su suicidio por seppuku. En 1971 la editorial Shinchosha, quien publicara un amplio número de las obras de Mishima, publicó póstumamente la novela.

## Argumento
Ambientada en los años 1970 la trama comienza en mayo de 1970 cuando el antiguo juez Shigekuni Honda conoce a un huérfano adolescente de 16 años llamado Tōru Yasunaga. En su vida cotidiana Tōru tiene amistades un tanto extravangantes como Kinue una chica alocada que se considera reina de la belleza. Por su parte Honda, tras el fallecimiento de su mujer Rie, ha encontrado compañía en Keiko, una soltera y vitalista lesbiana, una de cuyas pasiones es el estudio de la cultura japonesa. Tras volver de un viaje por Europa Honda reflexiona y decide adoptar a Tōru ya que cree que es la tercera reencarnación de su amigo de la infancia Kiyoaki Matsugae. Si bien el antiguo juez le comenta sus impresiones a Keiko la mujer no da mucha credibilidad a la historia aunque finalmente apoye la decisión de Honda. Una vez realizada la adopción Tōru se traslada a la vivienda de Honda donde recibe, de manos de varios tutores, formación en modales y habilidades sociales. 
En la primavera de 1972 una pareja amiga de Honda intentan propiciar un matrimonio entre Tōru y su hija Momoko Hamanaka. Pese a realizar un viaje conjunto a Shimoda los planes resultan infructuosos ya que el joven es hostil a Momoko. De hecho el joven, para despertar los celos de Momoko, decide comenzar un noviazgo con Nagisa una joven de 25 años con la que mantiene relaciones sexuales. Ante el enfado de Momoko, Tōru la convence para que envíe una carta a Nagisa para propiciar su ruptura. En la misiva, cuyo contenido es indicado por el joven, Momoko le explica a Nagisa que debe romper con Tōru para que ella pueda casarse con el ya que su familia tiene dificultades económicas y ese matrimonio concertado supondría la solución a sus problemas financieros. Antes de que Nagisa llegue a leer la carta Tōru la intercepta y se la entrega a Honda. Ello supone el fin del noviazgo con Momoko y, en octubre de 1973, se revela que Honda ha descubierto el ardid utilizado por su hijo adoptivo.  
En la primavera de 1974, tras finalizar el instituto y ser aceptado en la universidad, Tōru alcanza la mayoría de edad. Su carácter cambia volviéndose violento e intimidante con Honda, para salirse con la suya en todo momento, comienza a gastar dinero sin control y a abusar del servicio. El 3 de septiembre de 1974 Tōru descubre a Honda espiando a parejas en el parque hecho que divulga en prensa con el objetivo de declarar incapacitado al antiguo juez. A final de año el joven acude a una fiesta de Navidad organizada por Keiko en la que resulta ser el único invitado. Keiko le revela las intenciones de Honda al adoptarlo advirtiéndole de que, en sus anteriores reencarnaciones, el joven moría al cumplir 19 años cosa que sucederá en 1975. Keiko le indica que, si eso no sucede, Tōru no será la reencarnación que Honda esperaba. Impactado el joven, unos días después, intentará suicidarse ingiriendo metanol pero sobrevive con secuelas, descubre que Keiko le traicionó y se refugia en Kinue. Honda, finalmente, llegará a la conclusión de que Tōru no era, de hecho, la reencarnación de Kiyoaki. 
En julio de 1975 Honda, quien está sufriendo dolores desde hace tiempo, antes de una cita médica acude al templo de Gesshū por primera vez desde febrero de 1914. Satoko, quien es la abadesa, lo admite pero durante su conversación le indica al antiguo juez que nunca conoció allí a nadie llamado Kiyoaki Matsugae. Confuso y desolado Honda da un paseo por el jardín del templo, por invitación de Satoko, un lugar que para el antiguo juez "no tenía recuerdos, nada". 

## Personajes
Principales
- Shigekuni Honda
- Keiko Hisamatsu
- Tōru Yasunaga
- Kinue, una chica alocada
- Furusawa, uno de los tres tutores de Tōru
- Shigehisa y Taeko Hamanaka
- Momoko Hamanaka, su hija
- Nagisa, una mujer utilizada por Tōru contra Momoko
- Tsune, una sirvienta contratada por Tōru
- La abadesa de Gesshū, anteriormente Ayakura Satoko

Secundarios
- Dos mujeres Rusas, un hombre de negocios retirado y un profesor de arreglos florales
- Un anciano que apuñala a una mujer en el parque y el policía que lo interroga
- Un voyeur
- Un superintendente de envíos
- Monjas de la abadía Gesshū Convent
- Un mayordomo

## Análisis
Situada en los años 70 La corrupción de un ángel muestra una historia de ilusión y desencanto que tiene como ejes la preocupación por la vejez, el fin de las ilusiones, la consideración del suicidio como medio para sortear el dolor de la existencia, la admiración por la virilidad y la belleza, y el horror por la vulgaridad del mundo moderno.